# Союз русского народа
Сою́з ру́сского наро́да (СРН; рус. дореф. Союзъ Русскаго Народа) — массовая черносотенная монархическая лоялистская организация, действовавшая в Российской империи с 1905 по 1917 год. Возглавлялась Александром Дубровиным.
Программа «Союза русского народа» основывалась на девизах «За Веру, Царя и Отечество» и «Россия для русских». СРН призывал Николая II восстановить полноту самодержавия, которая, по их представлениям, в патриархальном союзе связывала его с народом. СРН выступал против парламентской демократии, и действия её депутатов в Государственной думе, в первую очередь Владимира Пуришкевича, были направлены на дискредитацию системы и её неработоспособность. СРН был враждебен к «нелояльным» национальностям, таким как поляки, а также питал особую неприязнь к евреям. Опираясь на существующие течения российского антисемитизма, Союз обвинял евреев практически во всех социальных и политических бедах России. Он вёл войну против евреев и их союзников в Думе, которые, по мнению СРН, стремились поработить Россию, сговорившись создать демократическую республику.
СРН представлял собой первую успешную попытку создания движения, лояльного идее самодержавного государства, членство в котором преодолевало барьеры классов и сословий. СРН успешно организовал местные отделения по всей империи и поглотил или сотрудничал с аналогичными органами в провинциях. Организационная активность СРН позволила ей продвинуть в Государственную думу ряд депутатов. Однако в результате внутренних распрей к 1910 году Союз раскололся на три фракции: основную СРН во главе с Николаем Марковым, «Союз Михаила Архангела» Владимира Пуришкевича; и отколовшуюся группу Дубровина — «Истинный Союз русского народа».
После 1905 года и часто при помощи местных чиновников СРН организовала «боевые дружины», призванные запугивать врагов и бороться с революционной деятельностью. Если эти боевые дружины и не организовывали погромы в широких масштабах, они создавали среду, которая поощряла эти акции, а члены дружин были частыми участниками таких беспорядков. Члены СРН с одобрения Дубровина организовали ряд политических убийств, наиболее заметными из которых были убийства депутатов Государственной думы Михаила Герценштейна и Григория Иоллоса. Хотя оба были еврейского происхождения, их политическая деятельность, по-видимому, была главным мотивом их убийства.
Большинство официальных лиц относились к деятельности «Союза русского народа» со скептицизмом или недоверием. Главным исключением был сам царь. Готовность Николая II принять почётное членство в организации и поддерживать с ней символические контакты способствовала его личной дискредитации.
Организация была запрещена после Февральской революции 1917 года. В 2005 году была предпринята попытка воссоздания СРН.

## Исторический фон. Появление первых организаций русских националистов
Идеи русского национализма были частью общемирового движения XIX века. Однако, так как самодержавие, по мнению историка и политолога В. Лакера, считало политическую деятельность собственной монополией и с подозрением относилось к любым независимым действиям, политические партии такого рода возникли в России лишь в годы тяжелого кризиса государства, вызванного поражением в русско-японской войне и начавшейся революцией, когда власти решили поддержать правые общественные группы. Как полагает историк В. Кичеев, более позднее по сравнению с левыми создание правых партий было связано с тем, что самодержавная власть предоставляла дворянству привилегированное положение и в таких партиях не было нужды.
Первая крупная организация в среде русских крайних правых, называлась Русским собранием. Она была создана в конце 1900 года. Эта организация была чисто элитарной, не имевшей влияния ни в народе, ни в среде интеллигенции. Главной целью Собрания объявлялась борьба с космополитизмом верхнего слоя русского общества, средства борьбы — развитие образования и культуры для подготовки условий для «пробуждения и выражения национальных чувств». Эта элитарная организация не могла быть противовесом нарастающей революционной волне. После оглашения в октябре 1905 года царского манифеста, декларировавшего некоторые политические свободы, Русское собрание обратилось к общественности с политическим воззванием. В этом воззвании его авторы выражали горячую веру в монархию и церковь и требовали принять особые антиеврейские законы.
В марте 1905 года в Москве был создан Союз русских людей, объединивший представителей высшего дворянства. Идеалом Союза был образ допетровской Руси, в частности монархия XVII века. Союз признавал настоящими русскими классами дворянство, крестьянство и купечество. Им противопоставлялась космополитическая интеллигенция. Союз критиковал курс правительства, считая что международные займы, взятые правительством, разоряют русский народ.

## История существования

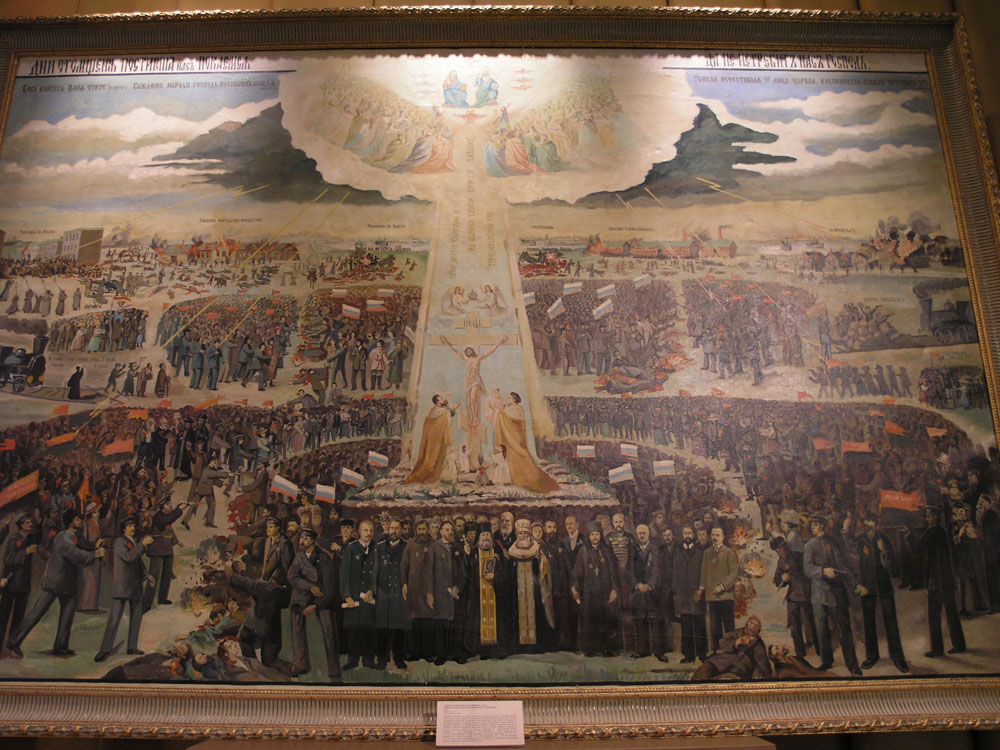
Картина «Дни отмщения постигоша нас... покаемся да не истребит нас Господь», 1905 или 1906 или 1907 год. Художник — неизвестен (предположительно — Майков, Аполлон Аполлонович, его изображение присутствует на картине). Государственный музей истории религии. На самой картине, по-видимому, рукой автора, сделана следующая надпись: «Ныне по примеру ангелов защищают Царскую власть от бесов главные учредители Союза русского народа: 1 — игумен Арсений; 2 — протоиерей Иоанн; 3 — А. Дубровин; 4 — И. Баранов; 5 — В. Пуришкевич; 6 — Н. Ознобишин; 7 — В. Грингмут; 8 — князь Щербатов; 9 — П. Булацель; 10 — Р. Трегубов; 11 — Н. Жеденов; 12 — Н. Большаков; 13 — о. Илиодор. В священных книгах сказано, что когда люди уклонялись в идолопоклонство, Бог истреблял их».

### Возникновение СРН
Как вспоминали впоследствии участники событий, инициатива создания Союза русского народа принадлежала сразу нескольким видным деятелям монархического движения начала XX века — врачу А. Дубровину, художнику А. Майкову и игумену Арсению (Алексееву). Дубровин позднее писал: «Мысль о нём зрела у меня с 9 января 1905 г. Как выяснилось, почти одновременно со мной тою же мыслью был охвачен и Аполлон Аполлонович Майков». Игумен Арсений в описании возникновения Союза вспоминал, что мысль об открытии организации появилась у него 12 октября 1905 года. В этот день он объявил об этом собравшимся у него в квартире людям.
Возглавил Союз рядовой член Русского собрания врач А. Дубровин. Он показал своё политическое чутьё и проявил в деле организации Союза кипучую энергию. Ему удалось вступить в контакт с сановниками в правительстве и администрации и убедить некоторых из них, что спасти существующий порядок может только массовое патриотическое движение, которое будет заниматься и массовыми акциями, и индивидуальным террором. Он также добился решения обеспечить такому движению финансовую, политическую и полицейскую поддержку. Сам Николай II благословил Союз русского народа, с программой которого его ознакомил великий князь Николай Николаевич. Симпатии царя к СРН объяснялись его разочарованием, вызванным бездеятельностью других правых организаций.

### Участие Российской православной церкви в деятельности Союза русского народа
Советский историк Н. М. Никольский писал в своей работе «История русской церкви», что как структура, так деятельность Союза были облечены в религиозные и церковные «одежды». Первым из трёх главных идеологических столпов организации было православие. Это означало, что вся деятельность Союза направлена на сохранении Российской церкви как господствующей религиозной организации в Российской империи. Как знамя Союза, так и нагрудный значок членов Союза, под которыми действовали банды погромщиков, совпадали с церковными символами. На знамени и на значке был изображён Георгий Победоносец. Знамя имело форму церковной хоругви, а значок имел форму креста. Каждый местный отдел Союза русского народа имел собственные хоругви и иконы; эти предметы хранились в епархиальных соборах и монастырях. При открытии местных отделов Союза совершался всякий раз торжественный молебен, возглавляемый местных архиереем. Участие архиерея через молебен в освящении местного отдела Союза являлось одновременно благословением Союзу от имени церкви и рекомендацией клирикам к вступлению в Союз. О клириках, пытавшиеся возразить участию духовенства в деятельности Союза, жандармерия немедленно доносила правящим архиереям; а архиереи обычно отправляли «вредные элементы» на служение в захудалые приходы. В итоге, в сферу деятельности Союза был вовлечен весь епископат господствующей церкви. Клирики в свою очередь осознавали, что их участием в деятельности Союза определяется их служение в целом. В главном совете Союза состояли из клириков: архимандрит Александро-Невской лавры Евсевий, почетный член Союза — протоиерей Иоанн Кронштадтский, протоиерей Иоанн Восторгов, священник Савва Богданович. Базами для местных отделений СРН были или епархиальные дома, или церковноприходские школы. Клирики, члены СРН, вели погромную агитацию среди прихожан. Среди агитаторов выделялись: иеромонах Илиодор, протоиерей Восторгов, игумен Арсений и ряд других клириков из Сибири, Украины и Белоруссии.
В начале 1906 года по благословению епископа Гермогена в Саратове была основана «Монархическая партия», по его же благословению она была преобразована в местное отделение «Союза русского народа». На Волыни центром черносотенного движения была Почаевская лавра. Газета «Почаевские известия» вела антисемитскую пропаганду, поносила демократов, изображая их уличными грабителями, призывала записываться в «Союз русского народа». 6 апреля 1906 года в Москве открылся I монархический съезд, созванный руководством «Союза русского народа», перед его началом митрополитом Владимиром (в сослужении трёх викариев) был совершён молебен. Из 48 представителей православного духовенства, избранных в III Думу, семеро были членами «Союза русского народа». В 1908 году духовным лицам официально было разрешено состоять в «Союзе русского народа». В 1909 году, по газетным известиям, 32 православных епископа были членами «Союза русского народа».

### Развитие в 1905—1907 годах
Первые собрания проходили в квартире А. Дубровина в Петербурге. 8 (21) ноября 1905 года, в день Собора Архистратига Михаила, был создан Главный Совет Союза русского народа, председателем был выбран Дубровин, заместителями его А. Майков и инженер А. Тришатный, казначеем — петербургский купец И. Баранов, секретарём Совета — юрист С. Тришатный. Также в состав Совета вошли П. Булацель, Г. Бутми, П. Сурин и другие.
21 ноября (4 декабря) 1905 года Союзом был проведён в Михайловском манеже в Санкт-Петербурге первый массовый митинг. По воспоминаниям П. Крушевана, на митинге присутствовало около 20 тыс. человек, выступали видные монархисты, два епископа.

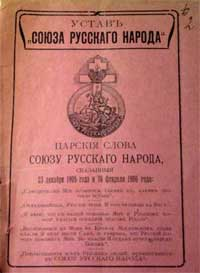
Устав Союза Русского народа

Печатным органом СРН была газета «Русское знамя».
23 декабря 1905 года (5 января 1906) Николаем II была принята депутация из 24 членов союза, возглавляемая Дубровиным. Игумен Арсений подарил императору икону архистратига Михаила, в день празднования которого был организован Совет Союза, и произнёс приветственную речь. Дубровин доложил о росте численности Союза, заверил Государя в преданности ему членов организации и преподнёс Николаю Александровичу и цесаревичу Алексею знаки члена Союза русского народа, сделанные по проекту А. Майкова. Император принял знаки, поблагодарив Дубровина.
Французский посол в России Жорж Луи писал: «„Черная сотня“ правит страной, и правительство слушается её, ибо знает, что император склонен ей симпатизировать». Погромные призывы СРН печатались в правительственных типографиях, союз получил миллионы рублей.
Союз рос большими темпами, открывались региональные отделы во многих областях империи. 26 ноября (9 декабря) 1905 года отдел Союза был открыт в Ярославле, возглавил его глазной врач И. Кацауров. 22 января (4 февраля) 1906 года при участии помещика Н. Ознобишина и писателя В. Балашёва был открыт московский отдел Союза. В этот же день был открыт отдел в Новгороде, 4 (17) февраля 1906 года — в Одессе. Общая численность отделов, открытых в начале развития организации — около 60.
7 (20) августа 1906 года был утверждён Устав Союза русского народа, содержавший в себе основные идеи организации, программу действий и концепцию развития организации. По утверждению А. Степанова, этот Устав считался современниками лучшим из документов, написанных в монархических организациях того времени из-за краткости, ясности и точности формулировок. 27 августа (9 сентября) 1906 года в главном зале Русского собрания был проведён съезд руководителей региональных отделов Союза, направленный на координацию деятельности организации и улучшение связи отделов с центром. В съезде участвовали 42 руководителя отделений. 3 (16) октября 1906 года была организована комиссия под руководством товарища председателя Главного Совета Союза русского народа А. Тришатного, установившая новую структуру организации. За основу были взяты методы, практиковавшиеся в старину, то есть разделение на несколько районных отделов с делением членов союза на десятки, сотни и тысячи, подчинявшиеся десятникам, сотникам и тысячникам. Сначала эти нововведения были приняты в столице, а затем реализовались и в регионах.
Делегаты от Союза присутствовали на первом и втором Всероссийских съездах русских людей, состоявшихся в феврале и апреле 1906 года. Съезды были призваны скоординировать действия монархистов, выработать стратегию противодействия революционной угрозе. К концу 1906 года Союз вышел на первое место среди организаций правого толка по численности.
На третьем Всероссийском съезде русских людей, прошедшем в Киеве 1—7 (14—20) мая 1906 года, Союз русского народа уже был крупнейшей монархической организацией России. Из 166 делегатов съезда 67 были членами Союза. На торжественное освящение хоругви и знамени Союза русского народа, прошедшее 26 ноября (9 декабря) 1906 года, в день праздника святого Георгия Победоносца в Михайловском манеже прибыл пользовавшийся популярностью Иоанн Кронштадтский. «Всероссийский батюшка» сказал приветственное слово монархистам, которых на мероприятии присутствовало около 30 тыс. человек, напомнил о большой роли православия в жизни России. Впоследствии он сам вступил в Союз и был избран пожизненным почётным членом 15 (28) октября 1907 года. Затем появился епископ Сергий (Страгородский), будущий патриарх, было отслужено богослужение, завершившееся пением многолетия Государю и всему царствующему дому, основателям и руководителям Союза, а также вечной памяти всем павшим за веру, царя и отечество.
При этом черносотенцы не пользовались существенной поддержкой как в районах империи, где русское население отсутствовало или было незначительным, так и районах с преобладающим русским населением. Зато они активно действовали в губерниях со смешанным национальным составом, через которые проходила черта еврейской оседлости — кажется парадоксальным, что большинство членов Союза русского народа составляли украинцы, белорусы и молдаване.
Для поддержания порядка и предотвращения несчастных случаев в период революционных событий при Союзе организовывались дружины самообороны, которые в некоторых случаях снабжались оружием. Особую известность получила одесская дружина, носившая неофициальное название «Белая гвардия». Эта дружина была организована по принципу казачьего военного формирования, она подразделялась на шесть сотен (несмотря на то, что численность всей дружины была около 300 человек), руководство осуществлялось «наказными атаманами», «есаулами» и «десятниками». Дружины, сформированные членами организации, существовали при заводских отделах Петербурга и Москвы, а также в некоторых других городах. Деятельность дружин носила охранительный характер, вопреки частым обвинениям в «черносотенном терроре», Устав организации не предписывал никаких противозаконных агрессивных действий, и большинство из них было расформировано после стабилизации обстановки в стране.
К четвёртому Всероссийскому съезду русских людей, прошедшему 26 апреля — 1 мая (9—14 мая) 1907 года в Москве, Союз русского народа занимал первую позицию среди всех монархических организаций. В нём насчитывалось около 900 отделов, и большинство делегатов съезда составляли члены Союза. На съезде было одобрено объединение монархистов вокруг Союза, что способствовало укреплению монархического движения. Также было вынесено постановление о переименовании областных Управ Объединённого русского народа, созданных по решению третьего Съезда, в губернские управы Союза русского народа.

### Раскол (1907 год)

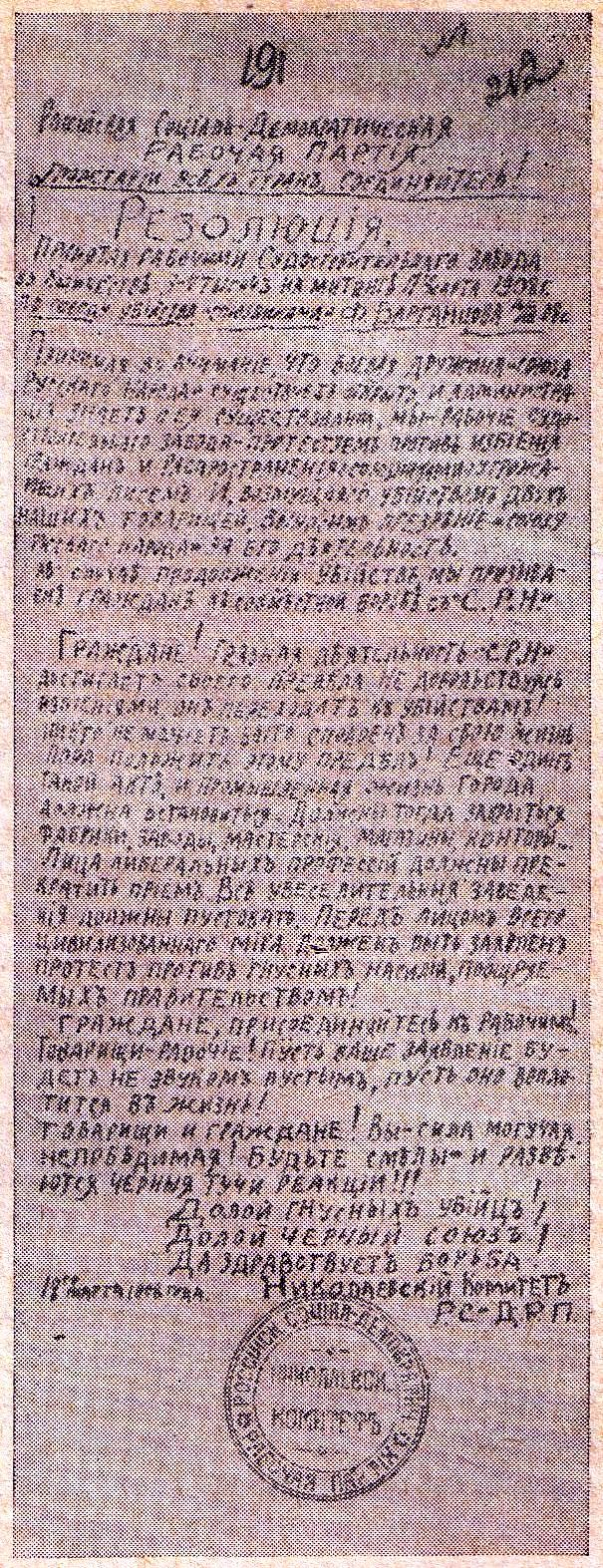
Резолюция РСДРП от имени рабочих Николаевского судостроительного завода против Союза русского народа. 1908

В 1907 году среди руководителей организации начались противоречия. В. Пуришкевич, занимавший пост товарища председателя, проявлял всё больше самостоятельности в делах управления Союзом, оттесняя А. Дубровина на второй план. Вскоре он уже практически полновластно руководил организационной и издательской деятельностью, работой с местными отделами, многие лидеры которых стали его сторонниками. Поддерживали Пуришкевича в его властных устремлениях и некоторые учредители Союза.
На очередном съезде Союза русского народа, проведённом 15—19 июля (28 июля — 1 августа) 1907 года, по инициативе сторонников председателя Союза А. Дубровина, было принято постановление, предписывающее не считать действительным документы, не прошедшие одобрение председателя, направленное на пресечение самоуправства Пуришкевича, не считавшего нужным согласовывать свои действия с председателем. Конфликт завершился выходом Пуришкевича из Союза осенью 1907 года. Эта история получила продолжение на съезде Союза 11 (24) февраля 1908 года в Петербурге. На съезде, собравшем множество именитых монархистов, группа «союзников», недовольных политикой Дубровина в организации, среди которых были В. Воронков, В. Андреев и другие, обратились с жалобой к члену Главного Совета Союза графу А. Коновницыну, указывая на «диктаторское поведение» Дубровина, отсутствие финансовой отчётности в организации и другие нарушения Устава. Дубровин, оскорблённый тем, что его, основателя Союза, хотят отстранить от руководства, потребовал исключения оппозиционеров.
Вскоре последовали расколы и в региональных отделах. В марте 1908 года произошёл раскол в Одесском отделе Союза русского народа, приведший к исключению сторонниками А. Коновницына активного монархического деятеля Одессы Б. Пеликана с группой сторонников, в связи с обвинением их в клевете. В конце июня 1908 года раскол произошёл и в Московском отделе Союза. По инициативе группы учредителей отдела были отстранены от руководства в губернском Совете протоиерей И. Восторгов и архимандрит Макарий (Гневушев). Председателем был назначен основатель московского отдела Н. Ознобишин. Не согласные с таким решением, сторонники отца Иоанна 2 (15) ноября 1908 года организовали свой независимый Московский Союз русского народа. Реакцией со стороны Главного Совета Союза русского народа стало зачисление новой организации в список враждебных и сугубо вредных.
Пуришкевич тем временем, объединившись с исключёнными и покинувшими Союз русского народа участниками, 8 (21) ноября 1908 года создал новую организацию — «Русский народный союз имени Михаила Архангела». После отделения от Союза Московского отдела во главе с Иоанном Пуришкевич поспешил наладить с ним связь, поддержав его оппозицию Дубровину.
С течением времени обстановка в организации обострилась ещё более, что привело к окончательному расколу Союза. Камнем преткновения стало отношение к Государственной думе и Манифесту 17 октября. Мнения союзников относительно этих явлений разделились. Лидер Союза Дубровин был ярым противником нововведений, считая любое ограничение самодержавия негативным для России, в то время как другой видный монархический деятель, Н. Марков считал Думу положительным явлением, приводя в числе аргументов то, что раз Манифест является волей Государя, долг каждого монархиста подчиниться ему.
Способствовала расколу и история с убийством депутата Государственной думы М. Герценштейна 18 (31) июля 1906 года. Расследование по этому делу выявило причастность к убийству некоторых членов союза, в том числе Н. Юскевича-Красковского, и послужило поводом для многочисленных обвинений в адрес «союзников», в числе которых оказался и сам Дубровин. Большую роль в развитии скандала сыграл бывший член Союза Пруссаков, дававший показания и обвинивший в причастности к преступлению Дубровина (позднее подобные показания ЧСК Временного правительства дали Зеленский и Половнев). В это же время была произведена попытка отравления Дубровина. Он выехал в Ялту на лечение, где ему покровительствовал градоначальник генерал И. Думбадзе.
Тем временем в Петербурге произошёл «тихий переворот» в СРН. В декабре 1909 года оппонентами Дубровина на должность товарища председателя Главного Совета был поставлен граф Э. Коновницын. 20 июля (2 августа) 1909 года Главный Совет был перенесён из дома Дубровина в дом № 3 на Басковом переулке. Дубровину поступило предложение ограничить свою власть, оставшись лишь почётным председателем и основателем Союза, передав руководство новому заместителю. Постепенно с руководящих постов были вытеснены сторонники Дубровина, и стали издаваться новые газета «Земщина» и журнал «Вестник Союза русского народа» вместо «Русского знамени». Противостоящие стороны обменивались заявлениями и письмами, обличительными высказываниями, выпускали противоречащие циркуляры и постановления, собирали съезды и форумы, что продолжалось в период с 1909 по 1912 год, и в конце концов привело к полному размежеванию и раздроблению Союза. В августе 1912 года был зарегистрирован Устав Всероссийского дубровинского Союза русского народа, в ноябре 1912 года власть в Главном Совете Союза русского народа перешла к Маркову. Также от центра откололся ряд региональных отделений, заявивших о своей самостоятельности. Раздробление крупнейшей монархической организации империи не могло не отразиться на имидже патриотов-черносотенцев, доверие к ним в глазах общества понизилось, от участия в монархической деятельности отошли многие члены Союза. Многие ультраправые деятели того времени считали, что большую роль в развале Союза русского народа приняло правительство и П. Столыпин лично.

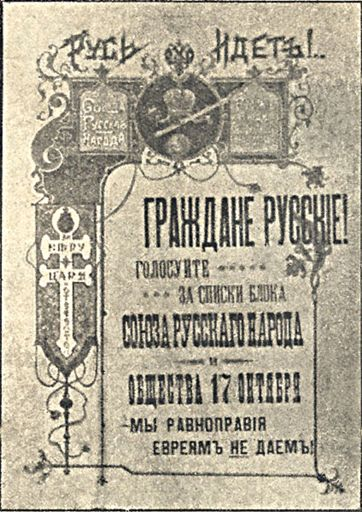
Агитационная листовка избирательной кампании выборов в Государственную думу Российской империи III созыва единого блока: Союза русского народа и Союза 17 октября

В избирательной кампании выборов в Государственную думу Союз русского народа блокировался с октябристами. На выборах в 3-ю Думу Союз русского народа и Союз 17 октября вели агитацию за единые списки.
В дальнейшем предпринимались неоднократные попытки воссоздания единой монархической организации, но успеха так и не удалось достичь никому. Практически сразу после Февральской революции 1917 года почти все монархические организации были запрещены, а против руководителей Союза возбуждены процессы. Монархическая деятельность в стране была почти полностью парализована. Последовавшая затем Октябрьская революция и Красный террор привели к гибели большинства лидеров Союза русского народа. Многие бывшие «союзники» приняли участие в Белом движении.

## Идеология и программа Союза
Цели, идеология и программа Союза содержалась в Уставе, принятом 7 (20) августа 1906 года, а также в платформах, подготовленных в ходе избирательных кампаний 1906—1907 годов. Основной целью ставилось развитие национального русского самосознания и объединение всех русских людей для общей работы на благо Российской империи. Это благо, по мнению авторов документа, заключалось в традиционной формуле «Православие, самодержавие, народность».
Особое внимание было уделено православию как основополагающей христианской конфессии России и важнейшему структурному звену Российского государства.
СРН отстаивал принцип неограниченной самодержавной власти, отвергая принципы конституционализма и парламентаризма. Союз ставил целью сближение царя с народом путём освобождения от бюрократического засилья в правительстве и возвращения к традиционному понятию Думы как соборного органа. Для властей устав рекомендовал соблюдение свободы слова, печати, собраний, союзов и личности в установленных законом границах.
В национальном вопросе СРН стоял на позиции единой и неделимой России, не допуская предоставления национальным окраинам самоопределения в какой бы то ни было форме. Отмечалась уставом первенствующая роль в государстве русского народа. Под русскими подразумевались великороссы, белороссы и малороссы — всё славянское православное население империи. По отношению к инородцам, которые разделялись по классификации на «дружественные» и «недружественные» русскому народу (критерием служило участие представителей этих народов в революционном и национальном движениях), применялись либо льготы и привилегии, либо ограничения. В программе, принятой в 1906 году, указывалось, что все народы империи, за исключением евреев, должны пользоваться равными правами.
В разделе о деятельности Союза ставились задачи об участии в работе Государственной думы, просвещении народа в политической, религиозной и патриотической сфере путём открытия церквей, школ, больниц и прочих учреждений, проведения собраний, издания литературы. Для содействия членам Союза и мероприятиям, ими организуемым, предписывалось создание «Всероссийского банка Союза русского народа» с филиалами в регионах.
В целом, определённый характер программа Союза носила только в части требований дискриминации инородцев (в особенности евреев) и предоставления преференций русскому населению.
Позиция Союза в отношении рабочего и земельного вопросов была обозначена в обтекаемых выражениях и чётко не определялась. В крестьянском вопросе СРН отстаивал принцип неприкосновенности частной собственности, что означало отрицание любых вариантов отчуждения помещичьих земель. В вопросах промышленности и торговли СРН стоял на принципах содействия государства русскому национальному предпринимательству и освобождения русских финансистов от подчинения иностранным банкам.
Отчёты о деятельности, просветительские и идеологические материалы печатались в газете «Русское знамя» и в региональных газетах, таких как «Козьма Минин», «Белорусский голос», «Русский народ» и других.
Советская историография 1920—1930-х годов считала СРН первой фашистской организацией, которая появилась задолго до зарождения итальянского фашизма. Сам Н. Марков писал в своих мемуарах о том, что Союз русского народа являлся историческим предшественником фашистских организаций. Вальтер Лакер считает, что движение «чёрной сотни» находилось «где-то на полпути между реакционными движениями XIX века и правыми популистскими (фашистскими) партиями XX века».

## Союз русского народа и еврейский вопрос
Большое внимание Союз уделял еврейскому вопросу, которому была посвящена отдельная глава в программе СРН. Деятельность Союза была направлена на защиту русских рабочих и крестьян от имевших место, по мнению Союза, притеснений со стороны еврейских капиталистов, а также от экономической конкуренции со стороны евреев. Также обеспокоенность у «союзников» вызывала возросшая активность иудейских организаций, деятельное участие иудеев в политике и революционном движении.
Среди членов Союза существовали различные точки зрения на еврейский вопрос. Некоторые ратовали за полное лишение евреев всех прав и высказывали откровенно антисемитскую позицию. Так были настроены многие из главных идеологов Союза, такие как Г. Бутми и А. Шмаков. Издательства, подконтрольные Союзу, выпускали много литературы по еврейскому вопросу, в том числе «Протоколы сионских мудрецов». Другие придерживались иной точки зрения, зачастую совпадая во взглядах с сионистами, в поддержке стремления евреев к обретению своего государства в Палестине — введение запретов и ограничений рассматривались ими именно как средство, стимулирующее евреев к принудительной эмиграции за пределы Российской империи. В целом, Союз выступал против имевшего место в предреволюционное время смягчения законодательства относительно еврейского населения империи, а также за более жёсткое соблюдение дискриминационных законов, ограничивавших гражданские, политические и имущественные права евреев, при этом выступая за гражданское равенство в отношении всех прочих национальных меньшинств Российской империи.
Во время дела Бейлиса, судебного процесса по расследованию убийства русского мальчика, в совершении которого подозревали иудейскую общину, многие деятели Союза были убеждены в ритуальном характере данного преступления и призывали к скорейшей расправе над евреями. Депутаты Думы, близкие к СРН, обратились к министрам юстиции и внутренних дел с запросом, обвинявшем власти в бездействии при раскрытии этого дела. Ритуальное убийство утверждалось в нём как факт и приписывалось преступной секте, существующей среди евреев. Запрос, однако, был Думой отклонён. Процесс по делу Бейлиса закончился в 1913 году полным оправданием обвиняемого.
Члены СРН вели активную антисемитскую пропаганду, были активными участниками и организаторами еврейских погромов. Некоторые из руководителей организации (например Марков 2-й) считали, что евреев следует истребить.
Председатель Главного Совета СРН Дубровин так говорил о погромах:

Погромы противны нам уже одной своей бессмысленностью, не говоря про дикую, бесцельную жестокость и разнузданность низменной страсти. Во всех погромах расплачиваются сами же погромщики (русские или вообще христиане), да и жалкие полуодетые, голодные бедняки-евреи. Богатое и всемогущее еврейство, почти без исключений, остаётся невредимым. «Союз русского народа» употреблял и будет употреблять все усилия не допускать погромов.

Однако при этом в письмах, дневниках, частных беседах и публичных выступлениях некоторые видные члены СРН сочувственно высказывались по отношению к террору (Б. Никольский) или упрекали власти за то, что они не потворствуют погромам, как средству борьбы с революцией. Член СРН протоиерей Иоанн высказывался в поддержку погромов:

…"Здравомыслящие" градоправители упустили момент отвернуть русло революции и превратить грядущую трагедию в весёленький фарс жидовско-торгового погрома… Эх, и за что им деньги, чины и проч. дают!…
— Иоанн Восторгов. Воспоминания о февральской революции в Москве
Дж. Клиер и Ш. Ламброза приводят слова М. Дубровина, произнесённые перед 300 членами одесской организации СРН:

Истребление бунтовщиков — святое русское дело. Вы знаете, кто они, и где их искать… Смерть бунтовщикам и евреям!.
Оригинальный текст (англ.)The Holy Russian cause is the extermination of the rebels. You know who they are and where to find them… Death to the rebels and the Jews.

## Структура организации
Говоря о Союзе русского народа, часто называют его партией, ставя в ряд с такими организациями того времени как «Союз 17 октября», «Конституционно-демократическая партия», «Партия социалистов-революционеров» и другими. Но сами «союзники» придерживались иного мнения.

… мы теперь должны твердо сказать и запомнить, что «Союз Русского Народа» не партия и не преследует никаких партийных целей и намерений. «Союз» есть сам Великий Русский народ, под впечатлением злосчастных освободительных событий последних трех лет приходящий в себя и постепенно собирающийся с духом, чтобы отстоять своё достояние от всех возможных бед. Это есть сам народ, отгребающийся или освобождающийся от натиска всяких партий, от всего партийного и наносного, а не народного.
— Епископ Андроник. "Беседы о "Союзе Русского Народа"", Старая Русса, 1909.

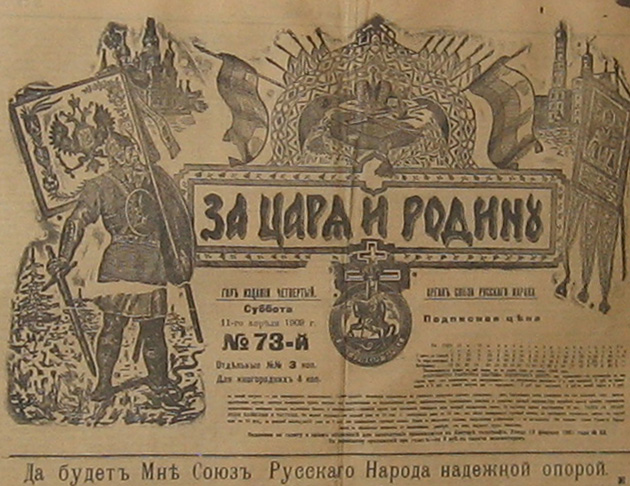
Издание одесского отделения Союза русского народа

Членство в организации предоставлялось по уставу русским людям обоего пола, исповедующим православие (а также единоверцам старообрядцам). Инородцы принимались лишь по единогласному решению комиссии определённого состава. Евреи не принимались в Союз, даже если они принимали христианство.
О социальном составе черносотенных партий и организации в XX веке можно судить по ряду опубликованных исследований и документов. Большинство членов Союза составляло крестьянство, особенно в регионах, где присутствовало ощутимое давление на русских — так, в Юго-Западном крае были зафиксированы случаи записи в Союз целыми сёлами. Также в рядах Союза насчитывалось много рабочих, многие из которых по сути оставались крестьянами. Среди городских жителей членами организации в основном были ремесленники, мелкие служащие, лавочники и кустари, реже — купцы старших гильдий. Руководящие посты в Союзе занимали в основном дворяне. Большую роль в организационной и просветительской деятельности играли представители духовенства как белого, так и чёрного, притом довольно многие из них впоследствии были канонизированы, примером тому Иоанн Кронштадтский, патриарх Тихон, митрополит Серафим, митрополит Владимир, митрополит Агафангел, архиепископ Андроник и другие. Н. М. Никольский пишет: «фактически в орбиту „Союза русского народа“ был втянут весь епископат». Встречались среди членов Союза и интеллигенты — профессора, художники, поэты и публицисты, медики и музыканты. В целом, количество членов Союза русского народа (до раскола) было больше, чем в какой бы то ни было организации или партии Российской империи. Лакер пишет, что по социальному составу СРН был «странной смесью аристократии, мелкой буржуазии и отребья больших городов».
Ежегодный членский взнос составлял 50 копеек, неимущие люди могли быть освобождены от его уплаты. Проявившие себя особо полезной деятельностью либо внесшие пожертвования свыше 1000 рублей члены Союза мужского пола зачислялись в число членов-учредителей по постановлению Совета. Руководящим органом организации был Главный Совет, состоящий из 12 членов, возглавляемый председателем (им с основания и до раскола являлся А. Дубровин) и двумя его заместителями. Члены Совета и кандидаты в члены Совета числом в 18 человек избирались раз в 3 года. Для контроля за деятельностью Союза регулярно собирались съезды и собрания, печатались отчёты в газете «Русское знамя».

### Оценка численности
Руководство Союза затруднялось в определении численности своих членов. Устав Союза не связывал членство в нём жёстким обязательством активного участия в работе Союза, что позволяло его лидерам периодически говорить о миллионах своих сторонников, что, естественно, не соответствовало действительности. Главный совет СРН утверждал, что Союз состоял из «более 4000» отделов, признавая при этом, что деловая переписка велась только с 550 из них. В рядах Союза могло числиться значительное количество людей, которых по их отношению Союзу можно было охарактеризовать не как членов, а как сочувствующих. Имеющаяся в распоряжении исследователей документальная база не предоставляет возможности установить точную численность Союза — многие архивы правых организаций были уничтожены после Февральской революции, частично они были утеряны в годы Гражданской и Великой Отечественной войн.
В советской историографии численность Союза, как и других монархических организаций, занижалась или игнорировалась. Историки времён перестройки и постсоветского периода оценивали численность Союза в период его расцвета (1907 год) в границах от 334 тыс. (называлась точная цифра — 334 523 члена) до 400 тыс. человек. При этом общее число членов всех правых партий в России того времени оценивалась этими же историками как 400—450 тыс. членов. Какова бы ни была точная численность членов Союза, он являлся самой массовой политической организацией дореволюционной России.

## Оценка деятельности и критика Союза
С момента возникновения Союза русского народа и по сей день в обществе существовали диаметрально противоположные взгляды на эту организацию. Монархисты, православные патриоты и простые консервативные граждане видели в ней оплот самодержавной идеи, выражение народной преданности к императору и идеи православной соборности. Среди революционно-настроенных россиян и либералов сложилось представление о Союзе как о реакционной, погромной и антисемитской организации, созданной правительством. Впоследствии эта точка зрения была принята и в советской историографии.
Граф Витте, бывший премьер-министр, писал в своих дневниках: «Союз — организация обычных воров и хулиганов»; «Цели „чёрной сотни“ эгоистичны и имеют самую низкую природу. Их стремления диктуют желудок и карман. Это типичные убийцы с большой дороги». Об их вождях он писал, что «порядочный человек не будет подавать им руки и постарается избегать их общества». П. Столыпин, хотя и выделил СРН первую правительственную субсидию в размере 150 тыс. рублей на публикации, считал организацию источником беспорядка и решительно пресекал нарушения закона, когда они имели место. Аналогично действовал председатель Совета министров с 1911 года В. Коковцов.

## Организация политических убийств
На Союз русского народа возложили ответственность за три политических убийства — депутатов от Конституционно-демократической партии М. Герценштейна и Г. Иоллоса и «трудовика» А. Караваева. М. Герценштейн был убит в июле 1906 года на своей даче в Териоках, в Финляндии. Следствием было выявлено, что к убийству причастны члены Союза русского народа. Вскоре последовали обвинения руководства Союза и непосредственно А. Дубровина в организации этого убийства, подкрепленные свидетельствами со стороны бывших членов Союза, имевших личную неприязнь к Дубровину. А. Дубровин после теракта лично принимал доклад и приветствовал убийц Герценштейна. В марте 1907 года был застрелен Г. Иоллос, редактор «Русских ведомостей» и друг Герценштейна. Вскоре выяснилось, что он был убит революционером Фёдоровым, которого обманул член СРН Казанцев, выдававший себя за эсера-максималиста, а Иоллоса — за предателя. Казанцев был непосредственным убийцей Герценштейна и организатором покушения на С. Витте. «Союзникам» также было приписано убийство бывшего депутата от трудовой фракции А. Караваева. В эмиграции Н. Марков признал ответственность Союза за убийства Герценштейна, Иоллоса и Караваева.

## Террор крайних левых партий против СРН
В период с 1906 по 1907 многие видные деятели Союза и рядовые его члены пострадали от революционного террора. Среди жертв оказались в том числе руководители Союза разного уровня: глава Одесского отдела граф А. Коновницын, председатель Почаевского отдела, настоятель Почаевской Лавры архимандрит Виталий (Максименко), почётный председатель Тифлисского патриотического общества священник Сергий, руководитель Симферопольского отдела С. Гранкин, основатель общества «Двуглавый Орёл» Г. Вишневский, один из организаторов Киевского отдела купец Ф. Постный и многие другие. Большое количество террористических актов проводилось на митингах, крестных ходах и шествиях, проводимых Союзом русского народа. По сведениям департамента полиции, только в марте 1908 года в одной Черниговской губернии в городе Бахмаче была брошена бомба в дом председателя местного СРН, в городе Нежине был подожжён дом председателя союза, причём погибла вся семья, в селе Домьяны убит председатель отдела, в Нежине убиты два председателя отделов.
По поручению Петербургского комитета РСДРП 27 января (9 февраля) 1906 года было осуществлено вооружённое нападение на чайную «Тверь», где собирались рабочие Невского судостроительного завода, состоявшие членами Союза русского народа. Сначала большевистскими боевиками в помещение были брошены две бомбы, а затем выбегающих из чайной расстреливали из револьверов. В тот момент в чайной находилось более 50 рабочих. Из них нападавшими было убито двое и ранено пятнадцать человек.

## Известные члены организации

### Причисленные к лику святых
- Иоанн Кронштадтский;
- Патриарх Тихон (Беллавин);
- епископ Гермоген (Долганёв);
- епископ Макарий (Гневушев);
- протоиерей Михаил Петрович Алабовский;
- протоиерей Иоанн Иоаннович Восторгов;
- епископ Ефрем Селенгинский.
- протоиерей Константин (Голубев)

### Другие известные члены
- архимандрит Алексий (Симанский);
- митрополит Антоний (Храповицкий);
- Дмитрий Иванович Иловайский — историк;
- Павел Александрович Крушеван — журналист;
- Константин Сергеевич Мережковский — учёный и писатель;
- Алексей Иванович Соболевский — учёный;
- Алексей Николаевич Хвостов — государственный деятель;
- Владимир Митрофанович Пуришкевич;
- Ольга Алексеевна Новикова.
- Василий Босоногий (Василий Филиппович Ткаченко) — русский странник, «мистический друг» императорской семьи.

См.: Категория:Члены Союза русского народа

## Влияние
Взгляды таких членов СРН, как Н. Марков второй, повлияли на формирование в Европе фашизма, включая нацизм. С середины 1980-х годов в России идеи «Союза русского народа» начали открыто пропагандироваться черносотенными организациями «Память», «Отечество» и «Русское национальное единство». Около 40 изданий, включая журналы «Наш современник», «Молодая гвардия», выпуская статьи с восхвалением СРН, проводили активную антисемитскую пропаганду. Были переизданы антисемитские работы деятелей СРН П. Крушевана, Г. Бутми де Кацмана, А. Шмакова; неоднократно переиздавались «Протоколы сионских мудрецов». В начале октября 1993 года, после роспуска Верховного Совета, ряд газет и журналов черносотенной направленности, в том числе «День», были закрыты, но они вскоре стали выпускаться снова, под новыми названиями. Для большого числа организаций антисемитизм стал единственной идеологической базой.

## Новейшая история
В 2005 году по инициативе скульптора В. Клыкова «Союз русского народа» был восстановлен, членами Главного совета Союза стали: К. Душенов, Л. Ивашов, М. Кузнецов, М. Любомудров, Б. Миронов, А. Михайлов, М. Назаров, В. Осипов, А. Сенин, А. Штильмарк и другие, всего 60 человек. В дальнейшем в результате разногласий внутри организации Союз распался на несколько группировок.
24 октября 2024 года в Храме Христа Спасителя в Москве прошёл Съезд возрождённого Союза Русского Народа — Общества Царьград. В съезде приняло участие около тысячи человек, среди которых были члены Общества, губернаторы, депутаты, священнослужители, ветераны СВО, представители общероссийских общественных движений, известные политики, общественники, блогеры и журналисты. На мероприятии выступили Пётр Толстой, Мария Захарова, Александр Бородай и Иван Охлобыстин.